# Kraft Heinz Company
The Kraft Heinz Company, «Крафт Хайнц Компани» — американский продовольственный концерн, возникший после слияния компаний Kraft Foods Inc. и H.J. Heinz Company. Является третьим по величине среди компаний по производству пищевых продуктов и напитков в Северной Америке и пятым в этом сегменте во всём мире. Штаб-квартира компании находится в Питтсбурге (штат Пенсильвания) в США. Хотя продукция концерна продаётся в 190 странах мира, основным регионом деятельности являются США, на них приходится 70 % выручки.

## История
В марте 2015 года было объявлено, что компании Kraft Foods Inc. (основана в 1903 году) и H.J. Heinz Company (основана в 1869 году) будут объединены в единую компанию. Акционеры Heinz получат контроль над 51 % объединённой компании, а акционеры Kraft Foods Group будут контролировать 49 % единой структуры. Это решение единогласно одобрили в советах директоров обеих объединяемых компаний. Слияние было завершено 2 июля 2015 года.
В 2018 году была куплена сингапурская компания Cerebos Pacific, продававшая продукты питания в Австралии, Новой Зеландии и ряде стран Азии.
В феврале 2019 года Комиссия по ценным бумагам и биржам начала против компании расследование в связи с нарушениями ведения бухгалтерского учёта; по результатам расследования компании в IV квартале пришлось списать 15,4 млрд долларов завышенной стоимости брендов Kraft и Oscar Mayer.
В ноябре 2021 года американскому филиалу французской компании Lactalis за 3,2 млрд долларов были проданы права на несколько брендов сыров в США и бренд Cheez Whiz в других регионах. В том же году американской компании Hormel Foods был продан бизнес по расфасовке орехов, включая бренд Planters, стоимость сделки составила 3,35 млрд долларов.

## Собственники и руководство
По состоянию на конец 2022 года 72 % акций Kraft Heinz принадлежали институциональным инвесторам. Крупнейшими держателями акций компании были Berkshire Hathaway (26,6 %), 3G Capital (7,9 %), BlackRock (5,7 %), The Vanguard Group (5,5 %), Capital Group Compsnies (3,4 %), State Street Global Advisors (3,0 %)
- Мигель Патрисио (Miguel Patricio) — главный исполнительный директор с июня 2019 года, председатель совета директоров с мая 2022 года. В компании с начала 2019 года, до этого возглавлял отдел маркетинга в пивоваренной группе Anheuser-Busch InBev.

## Деятельность
Подразделения компании сформированы по географическому принципу, в различных регионах варьируются торговые марки:
- Северная Америка (США и Канада) — производство продукции под брендами Kraft, Oscar Mayer, Heinz, Philadelphia, Lunchables, Velveeta, Capri Sun (по лицензии), Maxwell House, Ore-Ida, Kool-Aid, Jell-O; 35 предприятий, 77 % выручки.
- Международная деятельность — бренды Heinz, ABC, Master, Kraft, Quero, Golden Circle, Wattie’s, Plasmon, Pudliszki; 43 предприятия, 23 % выручки.

Основные категории продукции компании:
- приправы и соусы (31 % продаж);
- сыры и другая молочная продукция (15 %);
- бакалейные товары (12 %)
- замороженные и охлаждённые продукты (11 %);
- мясо и морепродукты (10 %);
- освежающие напитки (7 %);
- десерты и выпечка (5 %);
- кофе (3 %);
- детское питание (2 %).

Более 20 % продаж приходится на супермаркеты сети Walmart. Основными рынками являются США (70 % выручки), Канада (7 %), Великобритания (4 %). Расходы на рекламу составляют около 1 млрд долларов в год.
В списке крупнейших публичных компаний в мире Forbes Global 2000 за 2022 год Kraft Heinz Company заняла 361-е место. В списке крупнейших компаний США по размеру выручки Fortune 500 заняла 139-е место.
|                     | 2015  | 2016  | 2017  | 2018   | 2019  | 2020  | 2021  | 2022  |
| ------------------- | ----- | ----- | ----- | ------ | ----- | ----- | ----- | ----- |
| Оборот              | 18,34 | 26,49 | 26,23 | 26,26  | 24,98 | 26,19 | 26,04 | 26,49 |
| Чистая прибыль      | 0,647 | 3,632 | 11,00 | -10,23 | 1,935 | 0,356 | 1,012 | 2,363 |
| Активы              | 123,0 | 120,5 | 120,2 | 103,6  | 101,5 | 99,83 | 93,39 | 90,51 |
| Собственный капитал | 57,69 | 57,36 | 66,03 | 51,79  | 51,62 | 50,10 | 49,30 | 48,68 |

### Уход из России
В июле 2022 года появилась информация о том, что компания выставила на продажу свой бизнес по производству детского питания в России, который включал два завода мощностью 30 тыс. тонн продукции в год и локальные бренды. Стоимость бизнеса оценивается в 3 млрд рублей. Речь идет о компаниях ООО «Хайнц-Георгиевск», ООО «Ивановский комбинат детского питания» и брендах «Умница» и «Сами с усами». В ноябре того же года Коммерсантъ написал, что покупкой заинтересовались несколько компаний: «Черноголовка», «Фармалакт» и АФК «Система». По состоянию на конец 2022 года на Россию приходилось около 1 % продаж Kraft Heinz, в России работало 1100 сотрудников компании.
В конце марта 2023 года стало известно, что российский бизнес Kraft Heinz по производству детского питания приобрела группа компаний «Черноголовка». В сделку вошли ООО «Хайнц-Георгиевск», ООО «Ивановский комбинат детского питания», а также бренды «Умница» и «Сами с усами». Кроме того, «Черноголовка» получила права на бренд Heinz Baby на ограниченный срок. Сделка была закрыта в марте 2024 года. При этом, Kraft Heniz продолжает выпускать майонезы, соусы, кетчупы и консервы на заводе в Ленинградской области, а также продавать товары под брендами Heinz и «Пикадор» в России и странах ближнего зарубежья.

## Дочерние компании
Основные дочерние компании по состоянию на 2022 год:
- США Делавэр: Battery Properties, Inc., Boca Foods Company, Capri Sun, Inc., Churny Company, LLC, Devour Foods LLC, Ethical Bean LLC, evolv group llc, evolv venture capital fund LP, evolv ventures llc, Fruitlove LLC, Garland BBQ Company, Gevalia Kaffe LLC, Gourmet Specialties LLC, H. J. Heinz Company Brands LLC, H.J. Heinz US Brands LLC, Heinz Credit LLC, Heinz Purchasing Company, Heinz Thailand Limited, Heinz Transatlantic Holding LLC, HJH Development Corporation, HJH Overseas LLC, International Spirits Recipes, LLC, KFG Management Services LLC, KFGB Holdings LLC, KHC New Venture 1 LLC, KHC New Venture 2 LLC, KH Foodstar LLC, KH Gustav LLC, KH Investment Company LLC, Kraft Foods Group Brands LLC, Kraft Foods Group Exports LLC, Kraft Heinz Bridgetown LP, Kraft Heinz Creek LLC, Kraft Heinz Holding LLC, Kraft Heinz Ingredients Corp., Kraft Heinz Intermediate Corporation I, Kraft Heinz Intermediate Corporation II, Kraft Heinz Investment Company LLC, Kraft Heinz Ventures LLC, Kraft New Services, LLC, Nature’s Delicious Foods Group LLC, Lea & Perrins LLC, Phenix Management Corporation, Primal Nutrition LLC, Seven Seas Foods, Inc., Sewickley LLC, The Bold Butcher, LLC, The Kraft Heinz Not Company LLC, Wellio, Inc., Wexford LLC, WW Foods LLC, XO Dairy, LLC
- США Айдахо: Heinz Foreign Investment Company
- США Аризона: Heinz-Noble, Inc.
- США Иллинойс: The Kraft Heinz Company Foundation
- США Калифорния: O.R.A. LLC
- США Пенсильвания: Kraft Heinz Foods Company
- Австралия: Cerebos (Australia) Ltd., Golden Circle Limited, H.J. Heinz Company Australia Limited, Heinz Wattie’s Pty Limited, Kraft Heinz Australia Pty Limited, Salpak Pty Ltd.
- Аргентина: Kraft Heinz Argentina S.R.L.
- Барбадос: Bridgetown KHC SRL, Highview Atlantic Finance (Barbados) SRL, KH Caribbean SRL, Kraft Heinz (Barbados) SRL
- Бельгия: H. J. Heinz Belgium S.A.
- Бразилия: BR Spices Industria e Comercio de Alimentos Ltda. Heinz Brasil S.A.
- Виргинские Острова (Великобритания): Tsai Weng Ping Incorporated Limited
- Великобритания: Asian Restaurants Ltd., Carlton Bridge Limited, Fall Ridge Partners LLP, H.J. Heinz Company Limited, H.J. Heinz Finance UK PLC, H.J. Heinz Foods UK Limited, H.J. Heinz Manufacturing UK Limited, HP Foods Holdings Limited, HP Foods International Limited, HP Foods Limited, Kraft Heinz UK Limited, Lea & Perrins Limited
- Венесуэла: Alimentos Heinz, C.A., Distribuidora Heinz Caracas, C.A., Distribuidora Heinz Maracaibo C.A., Fundacion Heinz, Industria Procesadora de Alimentos de Barcelona C.A.
- Германия: H. J. Heinz GmbH, Just Spices GmbH
- Египет: Cairo Food Industries, S.A.E., Heinz Egypt LLC, Heinz Egypt Trading LLC
- Израиль: Heinz Israel Ltd., HZ.I.L. Ltd.
- Индия: Heinz Nutrition Foundation India, Kraft Heinz India Private Limited
- Индонезия: P.T. Heinz ABC Indonesia
- Ирландия: H.J. Heinz Company (Ireland) Limited, H.J. Heinz Ireland Holdings Unlimited Company, Noble Insurance Company Limited
- Испания: H.J. Heinz Foods Spain S.L.U., H.J. Heinz Manufacturing Spain S.L.U.,
- Италия: Heinz Italia S.p.A., Istituto Scotti Bassani per la Ricerca e l’Informazione Scientifica e Nutrizionale
- Канада: KHC Toronto Holdings ULC, Kraft Heinz Canada Holdings Company ULC, Kraft Heinz Canada ULC, Kraft Heinz Foods Company LP, Renee’s Gourmet Foods Inc.
- Китай: Country Ford Development Limited, Foodstar (China) Investments Company Limited, Foodstar (Shanghai) Foods Co. Ltd., Heinz (China) Investment Co. Ltd., Heinz (China) Sauces & Condiments Co. Ltd., Heinz (Shanghai) Enterprise Services Co., Ltd., Heinz Hong Kong Ltd., Heinz Qingdao Food Co., Ltd., Heinz UFE Ltd., Kaiping Guanghe Fermented Bean Curd Co. Ltd., Kaiping Weishida Seasonings Co. Ltd., Kraft Heinz (Shanghai) Enterprise Management Co., Ltd., Kraft Heinz Yangjiang Foods Co., Ltd., Weishida (Nanjing) Foods Co. Ltd.
- Колумбия: Heinz Colombia SAS
- Коста-Рика: Alimentos Heinz de Costa Rica S.A.
- Люксембург: Heinz Finance (Luxembourg) S.à r.l
- Мексика: Delimex de Mexico S.A. de C.V., Heinz Mexico, S.A. de C.V.
- Нигерия: H. J. Heinz Nigeria Ltd.
- Нидерланды: H.J. Heinz B.V., H.J. Heinz European Holding B.V., H.J. Heinz Global Holding B.V., H.J. Heinz Holding B.V., H.J. Heinz Investments Coöperatief U.A., H.J. Heinz Nederland B.V., H.J. Heinz Supply Chain Europe B.V., Koninklijke De Ruijter B.V., Kraft Heinz Amsterdam B.V., Kraft Heinz Global Finance B.V., Kraft Heinz NoMa B.V.
- Новая Зеландия: Cerebos Gregg’s Ltd., Cerebos Skellerop Ltd., H.J. Heinz Company (New Zealand) Limited, Heinz Wattie’s Limited, La Bonne Cuisine Limited, Master Chef Limited, Thompson & Hills Ltd., Top Taste Company Limited
- ОАЭ: Heinz Africa and Middle East FZE, Kraft Heinz MEA LLC
- Острова Кайман: Jacobs Road Ltd.
- Пакистан: Heinz Pakistan (Pvt.) Limited
- Панама: Heinz Panama, S.A.
- Папуа — Новая Гвинея: Hugo Canning Co. Pty Ltd.
- Польша: H.J. Heinz Polska Sp. z o.o., Pudliszki Sp. z o.o.
- Пуэрто-Рико: Kraft Foods Group Puerto Rico LLC, Kraft Heinz Puerto Rico LLC
- Республика Корея: Heinz Korea Ltd.
- Россия: ООО «Хайнц-Георгиевск», ООО «Ивановский комбинат детского питания», ООО «Петропродукт-Отрадное», ООО «ППК», KraftHeinz Vostok Ltd.
- Сингапур: Asian Home Gourmet (CPL) Pte. Ltd., Foodstar Holdings Pte. Ltd., Heinz Asean Pte. Ltd., Kraft Heinz Singapore Holding Pte. Ltd.
- Таиланд: Kraft Heinz (Thailand) Co., Ltd.
- Турция: Ege Assan Gida Pazarlama Sanayi ve Ticaret Anonim Sirketi, S.A., Heinz Gida Anonim Sirketi, KHC Turkey Gida San A.S.
- Франция: H.J. Heinz Distribution SAS, H.J. Heinz France SAS
- Чили: Kraft Heinz Chile Limitada
- ЮАР: Heinz South Africa (Pty.) Ltd.
- Япония: Heinz Japan Ltd., Heinz Wattie’s Japan YK